# Ovídio Brito
Ovídio Brito, nome artístico de Ovídio Moreira Brito (Rio de Janeiro, 1945 - Rio de Janeiro, 22 de novembro de 2010) foi um músico, compositor e percussionista brasileiro.
Um dos principais percussionistas do país, Ovídio trabalhou com Maria Bethânia, Elza Soares, João Nogueira, Clara Nunes, Marisa Monte, Martinho da Vila, Arlindo Cruz, Beth Carvalho, Tim Maia, entre outros.
Em 2008 lançou o disco "Viajando com Martinho", primeiro trabalho como cantor, interpretando sambas de seu amigo Martinho da Vila.
Faleceu na madrugrada de 22 de novembro de 2010 em um acidente automobilístico.

## Discografia
- (2008) Viajando com Martinho
- (2004) Daqui, Dali e de Lá
- (2001) Cláudio Jorge - Coisa de Chefe
- (2000) De letra & Música - Nei Lopes
- (1999) Se Tem Que Ser, Será
- (1999) Um Natal de Samba
- (1997) Toque de Prima